# Bobbin Head

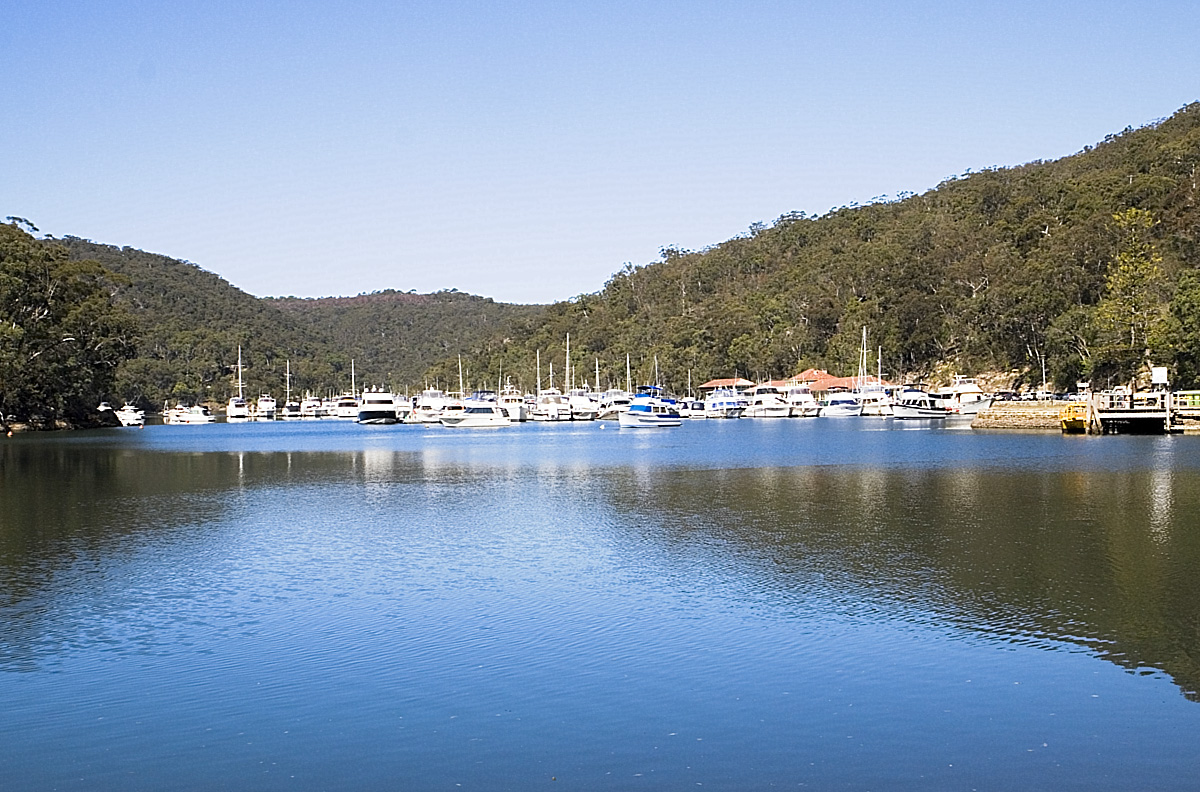
Vue de la marina de Bobbin Head

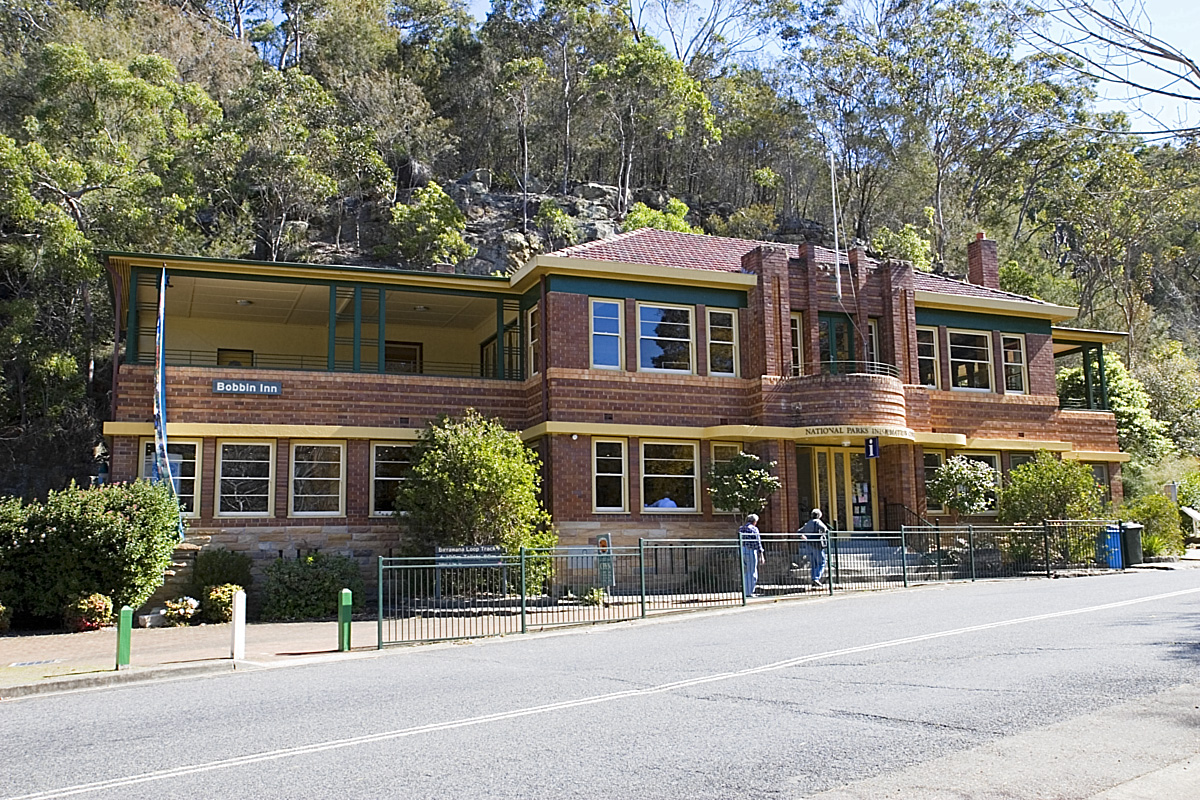
Le bâtiment de la Bobbin Inn

Bobbin Head est un point sur Cowan Creek dans le nord de la banlieue de North Turramurra, Nouvelle-Galles du Sud, en Australie. C’est une partie « quasi-urbaine » du parc national Ku-ring-gai Chase. Bobbin Head est facilement accessible en prenant Bobbin Head Road à travers North Turramurra ou Kuringai Chase Road, Mount Colah près de Hornsby.
Les installations de Bobbin Head comprennent une marina, des aires de pique-nique avec barbecues à gaz, un restaurant et un kiosque agréés à la marina, la location de petits bateaux à la marina et un restaurant à l’heure du déjeuner dans ce qui était autrefois le Bobbin Head Inn, qui contient également un centre d’information sur les parcs nationaux. La zone contient également de nombreux chemins coupe-feu et une promenade dans la mangrove. Des gravures aborigènes peuvent être observées le long de certains sentiers de randonnée dans la brousse. Il y a aussi un sentier de découverte, le long du front de mer, à l’intérieur de la marina, qui raconte l’histoire de la région.